# Accademia bulgara delle scienze
L'Accademia bulgara della scienze (in bulgaro: Българска академия на науките, Bălgarska akademija na naukite, abbreviata БАН; in inglese: Bulgarian Academy of Sciences, abbreviata BAS) è l'accademia nazionale della Bulgaria, fondata nel 1869. L'Accademia, ubicata a Sofia, è autonoma e ha una Società di accademici, membri corrispondenti e membri stranieri. Essa pubblica e diffonde diverse opere, enciclopedie, dizionari e riviste scientifiche, e gestisce la propria casa editrice.
Stefan Vodeničarov è presidente della BAS dal 2012. Il suo bilancio nel 2011 era di 100,2 milioni di lev, o 51,2 milioni di euro. L'Agenzia aerospaziale bulgara fa parte della BAS.

## Storia

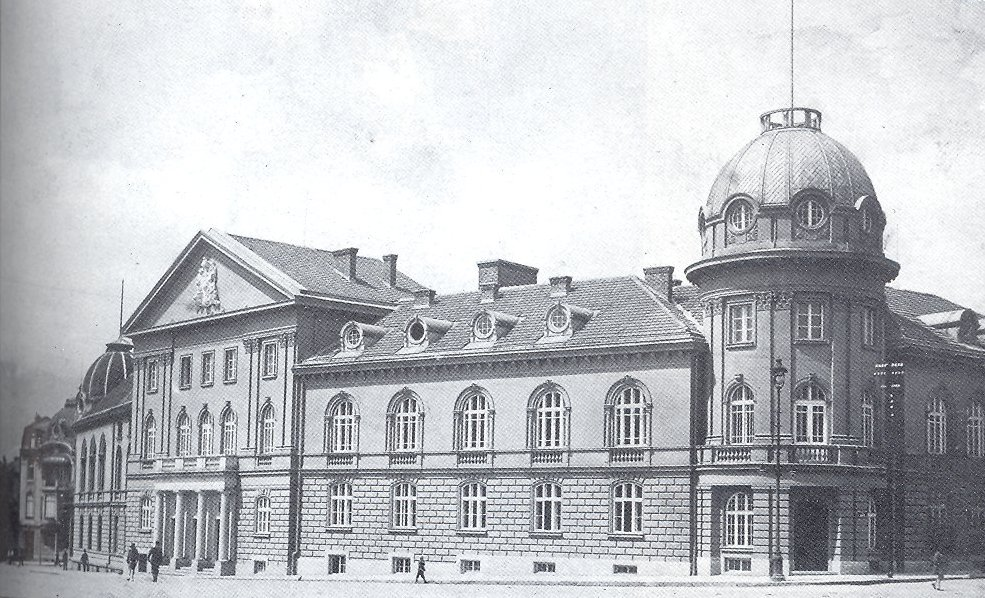
Edificio storico dell'Accademia bulgara delle scienze in viale Tzar Osvoboditel, verso il 1930.

Mentre la Bulgaria faceva parte dell'Impero ottomano, il 26 settembre 1869 emigrati bulgari fondarono la società letteraria bulgara a Brăila, nel Regno di Romania. I primi membri accettati furono:
Consiglio d'amministrazione
- Nikolai Tsenov – Presidente
- Vasilaki Mihailidi
- Petraki Simov
- Kostaki Popovič
- Stefan Beron

Membri incaricati:
- Marin Drinov (1838-1906) – Presidente
- Vasil Drumev (1840-1901) – Membro
- Vasil D. Stojanov (1839-1910) – Segretario

L'anno seguente, la Società letteraria cominciò a far circolare il Giornale periodico, la sua pubblicazione ufficiale, e nel 1871 elesse il suo primo membro onorario, Gavril Krastevič.
Nel 1878, poco dopo la liberazione della Bulgaria dal dominio ottomano, l'Assemblea generale votò di trasferire la sede della Società da Brăila a Sofia, e il 1º marzo 1893 la Società letteraria bulgara si trasferì nel suo nuovo edificio, proprio accanto a dove ha sede il Parlamento bulgaro. La sede centrale della Società letteraria bulgara fu completata nel 1892. L'edificio fu progettato dall'architetto Hermann Mayer e fu ampliato durante gli anni 1920.
La Società letteraria bulgara adottò il suo nome attuale nel 1911, e Ivan Gešov divenne il primo presidente dell'Accademia. La BAS divenne membro dell'Unione delle Accademie e delle Comunità scientifiche slave nel 1913, e fu accettata come membro del Consiglio internazionale delle Unioni scientifiche nel 1931.

## Dipartimenti
La BAS ha 9 sezioni principali, riunite sotto tre branche fondamentali: Scienze naturali, matematiche e ingegneristiche, Scienze biologiche, mediche e agrarie e Scienze sociali, discipline umanistiche e arte. Ciascuna comprende istituti scientifici indipendenti, laboratori e altre sezioni.

### Scienze matematiche
- Istituto di matematica e informatica
- Istituto di meccanica, su imbm.bas.bg.
- Istituto delle tecnologie dell'informazione e della comunicazione, su iict.bas.bg.
- Laboratorio nazionale di virologia informatica, su nlcv.bas.bg.

### Scienze fisiche
- Istituto per la ricerca nucleare e l'energia nucleare
- Istituto di fisica dello stato solido
- Istituto di elettronica, su ie-bas.dir.bg. URL consultato il 1º novembre 2015 (archiviato dall'url originale il 15 settembre 2015).
- Istituto di astronomia
- Osservatorio astronomico nazionale Rožen
- Osservatorio astronomico Belogradčik
- Laboratorio centrale di energia solare e nuove fonti energetiche [collegamento interrotto], su seBelogradchiknes.bas.bg.
- Laboratorio centrale di fisica applicata - Plovdiv, su bas.bg. URL consultato il 1º novembre 2015 (archiviato dall'url originale il 17 luglio 2012).
- Laboratorio centrale di memorizzazione ottica e trattamento dell'informazione, su optics.bas.bg. URL consultato il 1º novembre 2015 (archiviato dall'url originale il 18 maggio 2005).

### Scienze chimiche
- Istituto di chimica generale e inorganica, su igic.bas.bg.
- Istituto di chimica organica con un Centro di fotochimica, su orgchm.bas.bg.
- Istituto di chimica fisica, su ipc.bas.bg.
- Istituto di catalisi, su ic.bas.bg.
- Istituto di elettrochimica e dei sistemi energetici (IIES) (ex Laboratorio centrale delle fonti di energia elettrochimica), su bas.bg.
- Istituto di ingegneria chimica, su bas.bg. URL consultato il 1º novembre 2015 (archiviato dall'url originale il 27 maggio 2005).
- Laboratorio centrale dei fotoprocessi, su clf.bas.bg.
- Istituto dei polimeri, su polymer.bas.bg.

### Scienze biologiche
- Istituto di neurobiologia, su bio.bas.bg. URL consultato il 1º novembre 2015 (archiviato dall'url originale il 6 novembre 2012).
- Istituto di biologia molecolare, su bio21.bas.bg. URL consultato il 1º novembre 2015 (archiviato dall'url originale il 17 marzo 2015).
- Istituto di genetica, su ig.bas.bg. URL consultato il 1º novembre 2015 (archiviato dall'url originale il 24 marzo 2016).
- Istituto di fisiologia, su bio.bas.bg.
- Istituto di fisiologia delle piante, su bio21.bas.bg.
- Istituto di microbiologia, su microbio.bas.bg.
- Istituto di morfologia e antropologia sperimentale, su iema.bas.bg. URL consultato il 1º novembre 2015 (archiviato dall'url originale il 29 gennaio 2016).
- Istituto di botanica, su bio.bas.bg.
- Istituto di zoologia, su zoology.bas.bg. URL consultato il 1º novembre 2015 (archiviato dall'url originale il 15 febbraio 2007).
- Istituto di ricerca forestale, su fribas.org.
- Istituto di parologia e parassitologia esperimentale, su iepp.bas.bg. URL consultato il 1º novembre 2015 (archiviato dall'url originale il 4 aprile 2005).
- Istituto di biologia e immunologia della riproduzione, su ibir.bas.bg.
- Istituto di biofisica, su bio21.bas.bg.
- Museo nazionale di storia naturale, su nmnh.bas.bg.
- Laboratorio centrale di ingegneria biomedica, su clbme.bas.bg. URL consultato il 1º novembre 2015 (archiviato dall'url originale il 6 marzo 2016).
- Laboratorio centrale di ecologia generale, su ecolab.bas.bg. URL consultato il 1º novembre 2015 (archiviato dall'url originale il 2 febbraio 2007).

### Scienze della terra
- Istituto geologico, su geology.bas.bg.
- Istituto geofisico, su geophys.bas.bg.
- Istituto di meteorologia e idrologia, su meteo.bg.
- Laboratorio di geodesia, su clg.cc.bas.bg. URL consultato il 1º novembre 2015 (archiviato dall'url originale il 2 febbraio 2007).
- Laboratorio centrale di mineralogia e cristallografia, su clmc.bas.bg.
- Istituto di oceanologia, su io-bas.bg.
- Istituto geografico, su geograph.bas.bg. URL consultato il 1º novembre 2015 (archiviato dall'url originale l'8 marzo 2005).
- Istituto per la ricerca spaziale
- Laboratorio centrale di influenze terrestri - solari, su stil.acad.bg. URL consultato il 1º novembre 2015 (archiviato dall'url originale il 1º giugno 2005).
- Laboratorio centrale per la meccanica sismica e l'ingegneria dei terremoti, su clsmee.geophys.bas.bg. URL consultato il 1º novembre 2015 (archiviato dall'url originale il 5 aprile 2005).
- Istituto dei problemi idrici, su iwp.bas.bg. URL consultato il 1º novembre 2015 (archiviato dall'url originale il 7 marzo 2005).

### Scienze ingegneristiche
- Istituto di scienza dei metalli, su ims.bas.bg.
- Laboratorio centrale di meccanica fisico-chimica, su clphchm.bas.bg. URL consultato il 1º novembre 2015 (archiviato dall'url originale il 6 marzo 2016).
- Istituto dei sistemi informatici e di comunicazione, su iccs.bas.bg. URL consultato il 1º novembre 2015 (archiviato dall'url originale il 21 giugno 2015).
- Istituto delle tecnologie dell'informazione, su iinf.bas.bg. URL consultato il 1º novembre 2015 (archiviato dall'url originale il 3 agosto 2015).
- Istituto di ricerca sui controlli e sui sistemi, su icsr.bas.bg. URL consultato il 1º novembre 2015 (archiviato dall'url originale l'8 marzo 2005).
- Laboratorio centrale di meccatronica e strumentazione, su bas.bg. URL consultato il 1º novembre 2015 (archiviato dall'url originale il 14 aprile 2005).
- Centro bulgaro di idrodinamica navale, su bshc.bg.

### Discipline umanistiche (Divisione 'Patrimonio culturale-storico e Identità nazionale')
- Istituto di lingua bulgara, su ibl.bas.bg.
- Istituto di letteratura, su ilit.bas.bg.
- Istituto per gli studi balcanici e Centro per la tracologia, su balkanstudies.bg.
- Istituto per gli studi storici, su ihist.bas.bg.
- Istituto per gli studi di etnologia e folclore con Museo etnografico, comprendenti gli ex
  -  Istituto per gli studi sul folclore, su folklor.bas.bg. URL consultato il 1º novembre 2015 (archiviato dall'url originale il 12 febbraio 2013).
  -  Istituto etnografico con Museo, su eim-bas.com. URL consultato il 1º novembre 2015 (archiviato dall'url originale il 26 maggio 2013).
- Istituto per gli studi d'arte, comprendenti gli ex
  -  Centro per gli studi architettonici, su architectura.bg. URL consultato il 1º novembre 2015 (archiviato dall'url originale il 26 gennaio 2016).
  -  Istituto degli studi d'arte, su artstudies.bg.
- Istituto e Museo archeologico nazionale, su naim.bg.
- Centro scientifico per gli studi cirillo-metodiani, su kmnc.bg.

### Scienze sociali (Divisione 'Uomo e società')
- Istituto per gli studi economici, su iki.bas.bg.
- Istituto per lo stato e la legge, su ipn.bas.bg. URL consultato il 1º novembre 2015 (archiviato dall'url originale il 21 giugno 2015).
- Istituto per la popolazione e gli studi umani, comprendenti gli ex
  - Istituto di psicologia
  -  Centro per gli studi per la popolazione, su cps.bas.bg. URL consultato il 1º novembre 2015 (archiviato dall'url originale il 17 febbraio 2011).
- Istituto per lo studio delle società e della conoscenza, comprendenti gli ex
  - Istituto di sociologia
  - Istituto di studi filosofici
  -  Centro per gli studi sulla scienza e la storia della scienza, su bas.bg. URL consultato il 1º novembre 2015 (archiviato dall'url originale il 14 febbraio 2005).

### Unità specializzate e di supporto
- Amministrazione centrale della BAS, su cu.bas.bg. URL consultato il 1º novembre 2015 (archiviato dall'url originale il 1º aprile 2015).
- Biblioteca centrale della BAS, su cl.bas.bg.
- Archivi scientifici della BAS, su archiv.cl.bas.bg.
- Casa editrice accademica "Prof. Marin Drinov", su m-drinov.bas.bg. URL consultato il 1º novembre 2015 (archiviato dall'url originale il 22 aprile 2016).
- Giardino botanico, su cu.bas.bg. URL consultato il 1º novembre 2015 (archiviato dall'url originale il 16 marzo 2016).
- Centro nazionale sulle nanoscienze e sulla nanotecnologia, su bas.bg. URL consultato il 1º novembre 2015 (archiviato dall'url originale il 3 aprile 2005).
- Centro d'informazione scientifica dell'Enciclopedia bulgara, su bulg-enc.bas.bg. URL consultato il 1º novembre 2015 (archiviato dall'url originale il 15 aprile 2016).
- Servizio di utilità sociale, su sbk.bas.bg. URL consultato il 1º novembre 2015 (archiviato dall'url originale il 22 giugno 2007).
- Centro per la ricerca sulla sicurezza nazionale, su cnsdr.bas.bg.
- Associazione per lo sviluppo e l'attuazione della ricerca "Strumentazione scientifica", su nponp.phys.bas.bg. URL consultato il 1º novembre 2015 (archiviato dall'url originale il 6 aprile 2005).
- Laboratorio di telematica, su cc.bas.bg. URL consultato il 1º novembre 2015 (archiviato dall'url originale il 4 aprile 2005).
- Centro per lo sviluppo delle carriere di ricerca Ph.D., su edu.bas.bg.

## Onorificenze
Il Picco Accademia e il Campo Accademia sull'Isola Livingston nelle Isole Shetland Meridionali (Antartide), prendono il nome dall'Accademia bulgara delle scienze come apprezzamento al contributo dell'Accademia all'esplorazione antartica.